# Somalische Demokratische Erlösungsfront
Die Somalische Demokratische Erlösungsfront (deutsch für Somali Salvation Democratic Front; abgekürzt SSDF; Somali Jabhadda Diimuqraadiga Badbaadinta Soomaaliyeed) ist bzw. war eine politische und militärische Organisation in Somalia. Sie wurde 1981 in Opposition zur autoritären Regierung unter Siad Barre gegründet und rekrutierte sich vorwiegend aus dem Clan der Majerteen-Darod in Nordostsomalia (Puntland).

## Geschichte
Dem Debakel des Ogadenkrieges schloss sich 1978 der Umsturzversuch einiger Offiziere, hauptsächlich Majerteen, gegen die Barre-Regierung an, der scheiterte. Die meisten Putschisten wurden hingerichtet oder inhaftiert, zudem kam es zu staatlichen Vergeltungsmaßnahmen gegen den Majerteen-Clan. Der Putschist Abdullahi Yusuf Ahmed entkam nach Äthiopien und gründete die Somalische Erlösungsfront (SSF).
Die Somalische Demokratische Erlösungsfront wurde – zunächst unter dem Namen Demokratische Front für die Erlösung Somalias DFSS – 1981 in Aden, Südjemen, gegründet. Sie entstand aus dem Zusammenschluss der SSF mit der Somalischen Arbeiterpartei und der Demokratischen Front für die Befreiung Somalias. Es wurde ein Zentralkomitee mit elf Mitgliedern gebildet, in dem die vormalige SSF sieben Sitze hielt. Auch einige frühere Mitglieder der Regierungspartei Somalische Revolutionäre Sozialistische Partei waren an der Führung der neuen Organisation beteiligt. Mit Unterstützung Libyens und Äthiopiens wurden militärische Strukturen aufgebaut.
Im Sommer 1982 beteiligte sich die SSDF an einer äthiopischen Militäroffensive gegen die somalische Regierung. Diese Offensive endete, nachdem die USA mit verstärkter Militärhilfe an Somalia begonnen hatten. Trotzdem kamen manche Gebiete, auch die Distriktstädte Balumbale und Galdogob in Mudug, unter die Kontrolle von Äthiopien und SSDF. Äthiopien erklärte daraufhin diese Gebiete zu seinem Territorium, was zu Differenzen mit der SSDF führte.
Innerhalb der SSDF begannen Konflikte zwischen Mitgliedern der früheren SSF und den politisch weiter links stehenden Gruppierungen. Die SSF wollte die dominierende Stellung der Majerteen und Darod in der Organisation beibehalten und ließ linksgerichtete Mitglieder von der äthiopischen Regierung unter Mengistu verhaften. Auch Abdullahi Yusuf Ahmed wurde inhaftiert und der Äthiopier Musse Islam als Vorsitzender installiert. Ab 1983 ließen sich Führer der SSDF von der somalischen Regierung korrumpieren und etliche SSDF-Kämpfer liefen über. Die militärischen Aktionen der SSDF gegen Siad Barre dauerten bis 1985 an.
1986 wurde Hassan Ali Mireh auf einem Kongress zum Führer der SSDF gewählt. Er trat 1988 zurück, womit er ein Machtvakuum in der Organisation zurückließ.
1988 einigten sich Äthiopien und Somalia auf eine gegenseitige Annäherung, woraufhin Äthiopien die Unterstützung der Gegner Siad Barres einstellte, während Somalia seinerseits aufhörte, Somali-Separatisten in Ogaden (Westsomalische Befreiungsfront) zu unterstützen. SSDF-Camps in Äthiopien wurden geschlossen, Anführer verhaftet und Waffen beschlagnahmt. Die äthiopische Regierung schloss auch den SSDF-Radiosender Radio Halgan, der seit 1981 gesendet hatte.
Im selben Jahr begann die SSDF, die Kontrolle über den westlichen Teil von Mudug sowie die südlichen Teile von Bari und Nugaal zu übernehmen. Sie blieb seither die dominierende Macht in Nordostsomalia.
Nach dem Sturz Siad Barres 1991 und dem Beginn des somalischen Bürgerkrieges zerfiel die SSDF in zwei Fraktionen, von denen die eine von Mohammed Abshir Musa und die andere von Abdullahi Yusuf Ahmed geführt wurde. Auf einem Kongress 1994 bot eine Gruppe von Clanführern dem ehemaligen Premierminister Abdirizak Haji Hussein den Vorsitz der SSDF an, was dieser ablehnte. Ahmed wie Musa beanspruchten den Vorsitz.
1998 erklärte die SSDF unter Abdullahi Yusuf Ahmed, zusammen mit der Vereinigten Somalischen Partei und der Somalischen Nationaldemokratischen Union, die Unabhängigkeit bzw. Autonomie Nordostsomalias als Puntland.